# Мексика на Чемпіонаті світу з водних видів спорту 2015
Мексика взяла участь у Чемпіонаті світу з водних видів спорту 2015, який пройшов у Казані (Росія) від 24 липня до 9 серпня.

## Медалісти
| Медаль | Ім'я                      | Вид спорту     | Дисципліна                      | Дата        |
| ------ | ------------------------- | -------------- | ------------------------------- | ----------- |
| 2      | Іван Гарсія Херман Санчес | Стрибки у воду | синхронна вишка 10 м (чоловіки) | 26 липня 26 |
| 2      | Хонатан Паредес           | Хай-дайвінг    | чоловіки                        | 5 серпня    |

## Стрибки у воду
Мексиканські спортсмени кваліфікувалися на змагання з індивідуальних та синхронних стрибків у воду.
Чоловіки
| Спортсмен                    | Дисципліна                   | Попередні змагання | Попередні змагання | Півфінали       | Півфінали       | Фінал           | Фінал           |
| Спортсмен                    | Дисципліна                   | Очки               | Місце              | Очки            | Місце           | Очки            | Місце           |
| ---------------------------- | ---------------------------- | ------------------ | ------------------ | --------------- | --------------- | --------------- | --------------- |
| Джахір Окампо                | Трамплін, 1 метр             | 412.70             | 1 Q                | Н/Д             | Н/Д             | 427.35          | 4               |
| Роммель Пачеко               | Трамплін, 1 метр             | 376.10             | 8 Q                | Н/Д             | Н/Д             | 390.95          | 11              |
| Яель Кастільйо               | Трамплін, 3 метри            | 390.35             | 29                 | Завершив виступ | Завершив виступ | Завершив виступ | Завершив виступ |
| Роммель Пачеко               | Трамплін, 3 метри            | 430.10             | 11 Q               | 483.15          | 7 Q             | 508.15          | 6               |
| Іван Гарсія                  | Вишка, 10 метрів             | 498.25             | 5 Q                | 505.95          | 6 Q             | 518.95          | 4               |
| Хосе Рувалькаба              | Вишка, 10 метрів             | 428.90             | 17 Q               | 467.10          | 10 Q            | 442.15          | 12              |
| Джахір Окампо Роммель Пачеко | Синхронний трамплін, 3 метри | 422.25             | 3 Q                | Н/Д             | Н/Д             | 405.21          | 8               |
| Іван Гарсія Херман Санчес    | Синхронна вишка, 10 метрів   | 419.19             | 5 Q                | Н/Д             | Н/Д             | 448.89          | 2               |

Жінки
| Спортсменка                     | Дисципліна                   | Попередні змагання | Попередні змагання | Півфінали        | Півфінали        | Фінал            | Фінал            |
| Спортсменка                     | Дисципліна                   | Очки               | Місце              | Очки             | Місце            | Очки             | Місце            |
| ------------------------------- | ---------------------------- | ------------------ | ------------------ | ---------------- | ---------------- | ---------------- | ---------------- |
| Аранча Чавес                    | Трамплін, 1 метр             | 236.95             | 19                 | Н/Д              | Н/Д              | Завершила виступ | Завершила виступ |
| Долорес Ернандес                | Трамплін, 1 метр             | 242.75             | 12 Q               | Н/Д              | Н/Д              | 241.90           | 11               |
| Аранча Чавес                    | Трамплін, 3 метри            | 286.95             | 15 Q               | 257.10           | 18               | Завершила виступ | Завершила виступ |
| Долорес Ернандес                | Трамплін, 3 метри            | 263.70             | 24                 | Завершила виступ | Завершила виступ | Завершила виступ | Завершила виступ |
| Паола Еспіноса                  | Вишка, 10 метрів             | 354.90             | 4 Q                | 285.65           | 17               | Завершила виступ | Завершила виступ |
| Алехандра Естрелла              | Вишка, 10 метрів             | 247.30             | 33                 | Завершила виступ | Завершила виступ | Завершила виступ | Завершила виступ |
| Аранча Чавес Мелані Ернандес    | Синхронний трамплін, 3 метри | 273.93             | 10 Q               | Н/Д              | Н/Д              | 296.19           | 7                |
| Паола Еспіноса Алехандра Ороско | Синхронна вишка, 10 метрів   | 285.57             | 8 Q                | Н/Д              | Н/Д              | 310.77           | 4                |

Змішаний
| Спортсмени                      | Дисципліна                   | Фінал  | Фінал |
| Спортсмени                      | Дисципліна                   | Очки   | Місце |
| ------------------------------- | ---------------------------- | ------ | ----- |
| Роммель Пачеко Долорес Ернандес | Синхронний трамплін, 3 метри | 308.40 | 5     |
| Джахір Окампо Паола Еспіноса    | Синхронна вишка, 10 метрів   | 294.24 | 8     |
| Іван Гарсія Аранча Чавес        | Команда                      | 399.40 | 6     |

## Хай-дайвінг
Четверо мексиканських спортсменів кваліфікувалися на змагання з хай-дайвінгу.
| Спортсмен       | Дисципліна | Очки   | Місце |
| --------------- | ---------- | ------ | ----- |
| Хорхе Ферзулі   | чоловіки   | 357.50 | 17    |
| Серхіо Гузман   | чоловіки   | 375.70 | 14    |
| Хонатан Паредес | чоловіки   | 596.45 | 2     |
| Адріана Хіменес | жінки      | 225.20 | 4     |

## Плавання на відкритій воді
Повна команда з восьми мексиканських спортсменів кваліфікувалася на змагання з плавального марафону на відкритій воді.
Чоловіки
| Спортсмен            | Дисципліна | Час       | Місце |
| -------------------- | ---------- | --------- | ----- |
| Фернандо Бетанзос    | 5 км       | 58:25.7   | 36    |
| Даніель Дельгадільйо | 10 км      | 1:51:00.8 | 26    |
| Артуро Перес Вертті  | 10 км      | 1:54:18.4 | 48    |
| Хрістіан Тірадо      | 5 км       | 59:47.8   | 39    |

Жінки
| Спортсмен            | Дисципліна | Час       | Місце |
| -------------------- | ---------- | --------- | ----- |
| Майте Кано           | 5 км       | 1:04:25.7 | 28    |
| Заїра Карденас       | 10 км      | 2:00:07.9 | 29    |
| Монтсеррат Ортуньйо  | 10 км      | 2:00:12.8 | 31    |
| Мелісса Вільясеньйор | 5 км       | 1:04:40.3 | 29    |

Змішаний
| Спортсмен                                               | Дисципліна | Час       | Місце |
| ------------------------------------------------------- | ---------- | --------- | ----- |
| Заїра Карденас Даніель Дельгадільйо Артуро Перес Вертті | Команда    | 1:01:36.6 | 19    |

## Плавання
Мексиканські плавці виконали кваліфікаційні нормативи в дисциплінах, які наведено в таблиці (не більш як 2 плавці на одну дисципліну за часом нормативу A, і не більш як 1 плавець на одну дисципліну за часом нормативу B):
Чоловіки
| Спортсмен                                                       | Дисципліна                           | Попередній заплив | Попередній заплив | Півфінал        | Півфінал        | Фінал            | Фінал            |
| Спортсмен                                                       | Дисципліна                           | Час               | Місце             | Час             | Місце           | Час              | Місце            |
| --------------------------------------------------------------- | ------------------------------------ | ----------------- | ----------------- | --------------- | --------------- | ---------------- | ---------------- |
| Мауро Кастільйо                                                 | 50 м брасом                          | 29.15             | 49                | Завершив виступ | Завершив виступ | Завершив виступ  | Завершив виступ  |
| Мауро Кастільйо                                                 | 100 м брасом                         | 1:03.91           | 53                | Завершив виступ | Завершив виступ | Завершив виступ  | Завершив виступ  |
| Мауро Кастільйо                                                 | 200 м брасом                         | 2:19.07           | 45                | Завершив виступ | Завершив виступ | Завершив виступ  | Завершив виступ  |
| Алехандро Ескудеро                                              | 50 м вільним стилем                  | 23.38             | 45                | Завершив виступ | Завершив виступ | Завершив виступ  | Завершив виступ  |
| Алехандро Ескудеро                                              | 50 м батерфляєм                      | 24.73             | 42                | Завершив виступ | Завершив виступ | Завершив виступ  | Завершив виступ  |
| Матео Гонсалес                                                  | 100 м батерфляєм                     | 55.28             | 50                | Завершив виступ | Завершив виступ | Завершив виступ  | Завершив виступ  |
| Матео Гонсалес                                                  | 200 м комплексом                     | 2:04.77           | 32                | Завершив виступ | Завершив виступ | Завершив виступ  | Завершив виступ  |
| Лоренсо Лорія                                                   | 100 м вільним стилем                 | 51.18             | 58                | Завершив виступ | Завершив виступ | Завершив виступ  | Завершив виступ  |
| Лоренсо Лорія                                                   | 200 м вільним стилем                 | 1:56.36           | 66                | Завершив виступ | Завершив виступ | Завершив виступ  | Завершив виступ  |
| Даніель Рамірес                                                 | 100 м вільним стилем                 | 50.70             | 50                | Завершив виступ | Завершив виступ | Завершив виступ  | Завершив виступ  |
| Даніель Рамірес                                                 | 50 м на спині                        | 26.84             | 48                | Завершив виступ | Завершив виступ | Завершив виступ  | Завершив виступ  |
| Даніель Рамірес                                                 | 100 м на спині                       | DNS               | DNS               | Завершив виступ | Завершив виступ | Завершив виступ  | Завершив виступ  |
| Даніель Рамірес                                                 | 50 м батерфляєм                      | 24.83             | 44                | Завершив виступ | Завершив виступ | Завершив виступ  | Завершив виступ  |
| Луїс Вентура                                                    | 400 м вільним стилем                 | 4:00.79           | 55                | Н/Д             | Н/Д             | Завершив виступ  | Завершив виступ  |
| Луїс Вентура                                                    | 1500 м вільним стилем                | 15:55.92          | 42                | Н/Д             | Н/Д             | Завершив виступ  | Завершив виступ  |
| Луїс Вентура                                                    | 400 м комплексом                     | DNS               | DNS               | Завершив виступ | Завершив виступ | Завершив виступ  | Завершив виступ  |
| Алехандро Ескудеро Лоренсо Лорія Матео Гонсалес Даніель Рамірес | естафета 4x100 метрів вільним стилем | 3:23.49           | 25                | Н/Д             | Н/Д             | Завершили виступ | Завершили виступ |

Жінки
| Спортсменка                                                     | Дисципліна                       | Попередній заплив | Попередній заплив | Півфінал         | Півфінал         | Фінал            | Фінал            |
| Спортсменка                                                     | Дисципліна                       | Час               | Місце             | Час              | Місце            | Час              | Місце            |
| --------------------------------------------------------------- | -------------------------------- | ----------------- | ----------------- | ---------------- | ---------------- | ---------------- | ---------------- |
| Лаура Арройо                                                    | 50 м батерфляєм                  | 28.98             | 43                | Завершила виступ | Завершила виступ | Завершила виступ | Завершила виступ |
| Лаура Арройо                                                    | 100 м батерфляєм                 | 1:03.18           | 46                | Завершила виступ | Завершила виступ | Завершила виступ | Завершила виступ |
| Лаура Арройо                                                    | 200 м батерфляєм                 | 2:20.04           | 37                | Завершила виступ | Завершила виступ | Завершила виступ | Завершила виступ |
| Даніела Каррільйо                                               | 50 м брасом                      | 33.53             | 46                | Завершила виступ | Завершила виступ | Завершила виступ | Завершила виступ |
| Даніела Каррільйо                                               | 100 м брасом                     | 1:11.22           | 42                | Завершила виступ | Завершила виступ | Завершила виступ | Завершила виступ |
| Даніела Каррільйо                                               | 200 м брасом                     | 2:30.65           | 30                | Завершив виступ  | Завершив виступ  | Завершив виступ  | Завершив виступ  |
| Андрея Віаней Гарсія Авенданьо                                  | 50 м на спині                    | 30.94             | 42                | Завершила виступ | Завершила виступ | Завершила виступ | Завершила виступ |
| Андрея Віаней Гарсія Авенданьо                                  | 100 м на спині                   | 1:06.77           | 55                | Завершила виступ | Завершила виступ | Завершила виступ | Завершила виступ |
| Андрея Віаней Гарсія Авенданьо                                  | 200 м на спині                   | DNS               | DNS               | Завершив виступ  | Завершив виступ  | Завершив виступ  | Завершив виступ  |
| Хеорхіна Гонсалес                                               | 200 м комплексом                 | 2:24.33           | 36                | Завершила виступ | Завершила виступ | Завершила виступ | Завершила виступ |
| Хеорхіна Гонсалес                                               | 400 м комплексом                 | 5:05.62           | 34                | Н/Д              | Н/Д              | Завершила виступ | Завершила виступ |
| Монтсеррат Ортуньйо                                             | 800 м вільним стилем             | 8:42.83           | 24                | Н/Д              | Н/Д              | Завершила виступ | Завершила виступ |
| Монтсеррат Ортуньйо                                             | 1500 м вільним стилем            | 16:43.64          | 20                | Н/Д              | Н/Д              | Завершила виступ | Завершила виступ |
| Шаро Родрігес                                                   | 50 м батерфляєм                  | 29.13             | 45                | Завершила виступ | Завершила виступ | Завершила виступ | Завершила виступ |
| Шаро Родрігес                                                   | 100 м батерфляєм                 | 1:02.97           | 45                | Завершила виступ | Завершила виступ | Завершила виступ | Завершила виступ |
| Шаро Родрігес                                                   | 200 м батерфляєм                 | 2:19.60           | 35                | Завершила виступ | Завершила виступ | Завершила виступ | Завершила виступ |
| Лурдес Вільясеньор                                              | 100 м на спині                   | 1:05.76           | 50                | Завершила виступ | Завершила виступ | Завершила виступ | Завершила виступ |
| Лурдес Вільясеньор                                              | 200 м на спині                   | 2:19.07           | 36                | Завершила виступ | Завершила виступ | Завершила виступ | Завершила виступ |
| Лаура Арройо Даніела Каррільйо Шаро Родрігес Лурдес Вільясеньор | естафета 4x100 метрів комплексом | 4:19.15           | 24                | Н/Д              | Н/Д              | Завершили виступ | Завершили виступ |

Змішаний
| Спортсмени                                                              | Дисципліна                       | Попередній заплив | Попередній заплив | Фінал            | Фінал            |
| Спортсмени                                                              | Дисципліна                       | Час               | Місце             | Час              | Місце            |
| ----------------------------------------------------------------------- | -------------------------------- | ----------------- | ----------------- | ---------------- | ---------------- |
| Лурдес Вільясеньор Даніела Каррільйо Даніель Рамірес Алехандро Ескудеро | естафета 4x100 метрів комплексом | 4:00.81           | 14                | Завершили виступ | Завершили виступ |

## Синхронне плавання
Повна команда з дванадцяти мексиканських спортсменів кваліфікувалася на змагання з синхронного плавання в наведених нижче дисциплінах.
| Спортсмени | Дисципліна                    | Попередні змагання | Попередні змагання | Фінал   | Фінал |
| Спортсмени | Дисципліна                    | Очки               | Місце              | Очки    | Місце |
| --- | ----------------------------- | ------------------ | ------------------ | ------- | ----- |
| Карем Ачач Нурія Діосгадо Гарсія | дует, технічна програма       | 83.1534            | 10 Q               | 83.8304 | 10    |
| Карем Ачач Нурія Діосгадо Гарсія | дует, довільна програма       | 85.7000            | 9 Q                | 85.5333 | 10    |
| Карем Ачач Рехіна Альферес* Тереса Алонсо Карла Арреола Нурія Діосгадо Гарсія Евелін Гуахардо Хоана Хіменес Луїса Рубіо Джессіка Собріно Амая Веласкес*                        | група, технічна програма      | 84.7543            | 9 Q                | 84.8431 | 9     |
| Карем Ачач Тереса Алонсо Карла Арреола Нурія Діосгадо Гарсія Евелін Гуахардо Хоана Хіменес Софія Ріос* Луїса Рубіо Джессіка Собріно Амая Веласкес*                             | група, довільна програма      | 87.5000            | 8 Q                | 87.6333 | 8     |
| Карем Ачач* Рехіна Альферес Тереса Алонсо Карла Арреола Нурія Діосгадо Гарсія* Евелін Гуахардо Хоана Хіменес Венді Майор Софія Ріос Луїса Рубіо Джессіка Собріно Амая Веласкес | комбінація, довільна програма | 85.3333            | 9 Q                | 86.5667 | 9     |